# Unitas (Antwerpen)

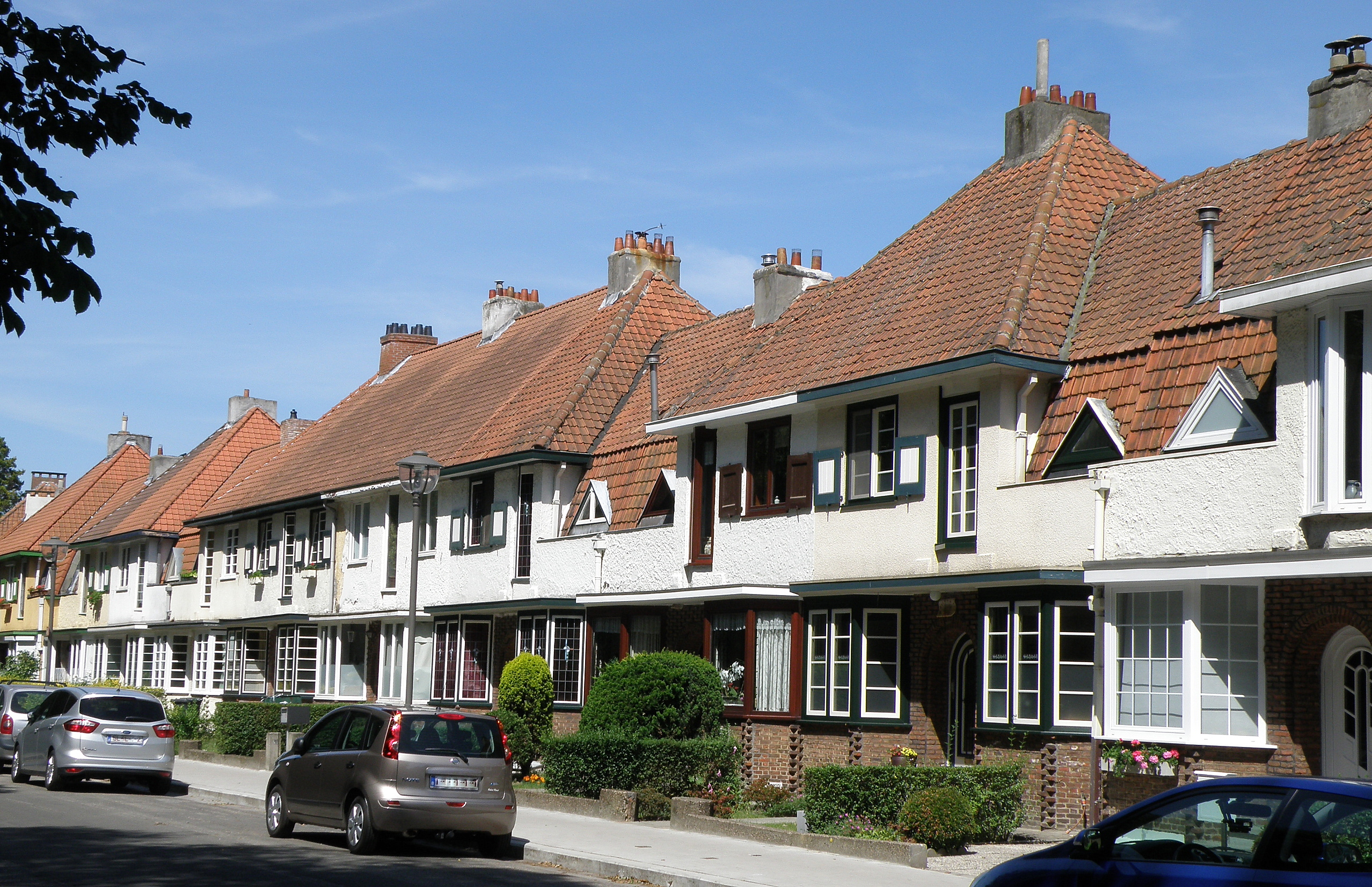
Unitaslaan te Deurne

De Unitaswijk is in Deurne-Zuid een tuinwijk gebouwd tussen 1924 en 1932 ten oosten van het Boekenbergpark (Deurne) ontworpen door Eduard Van Steenbergen.